# قطاع خاص

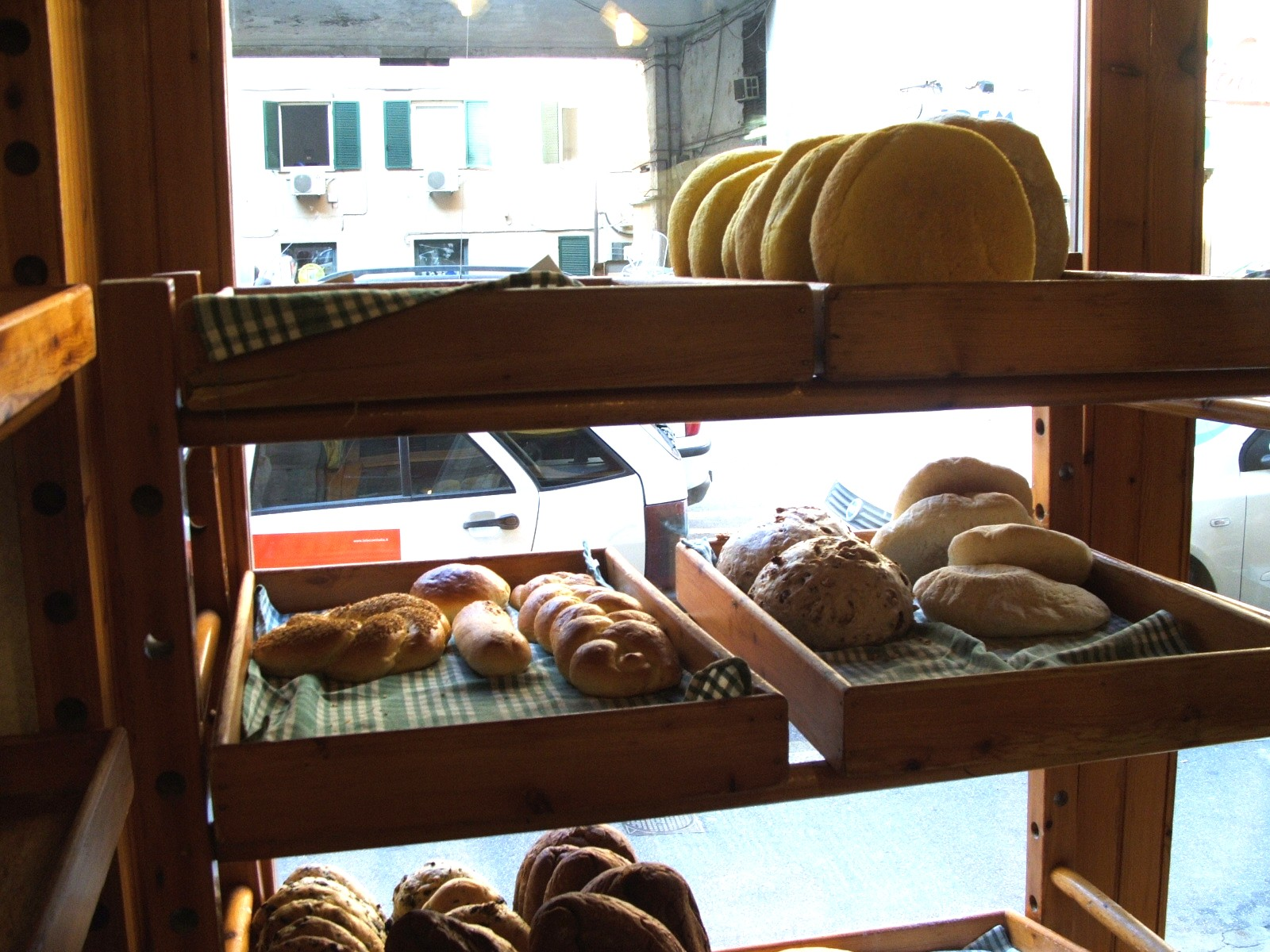

القطاع الخاص في اقتصاد دولة يتكون من مؤسسات وشركات خاصة لا تملكها الحكومة. وهو مجموع المؤسّسات التي تكون خاضعة لرأس مال الأفراد أو الشركات.